# Zdzisława Robaszewska
Zdzisława Robaszewska, z d. Frątczak (ur. 25 października 1944) – polska lekkoatletka, biegająca średnie dystanse, medalistka mistrzostw Polski i Europejskich Igrzysk Halowych w 1969.

## Kariera sportowa
Była zawodniczką Widzewa Łódź i ŁKS Łódź.
Jej największym sukcesem na arenie międzynarodowej był srebrny medal na Europejskich Igrzyskach Halowych w 1969 - w sztafecie szwedzkiej (z Ireną Szewińską, Elżbietą Skowrońską i Zofią Kołakowską).
Dwukrotnie była wicemistrzynią Polski seniorek na otwartym stadionie - w 1968 w biegu na 400 metrów, w 1971 w biegu na 800 metrów.
Rekord życiowy na 800 metrów: 2:08,1 (15.05.1969).